# Lycaena helle
La manto  violeta (Lycaena helle) es una especie de lepidóptero ditrisio de la familia Lycaenidae. Mide entre 18-20 mm. Mariposa con un patente dimorfismo sexual, los machos presentan el típico reflejo atornasolado de otros licénidos, pero tan acentuado, que dan a esta cara una coloración azul violada intensa.
En España solamente se han registrado dos citas de L. helle: en la base del Aneto, y en la sierra de Híjar. Aunque recientemente se ha citado una pequeña colonia en la cordillera Cantábrica.

En España esta catalogada como en peligro de extinción.